# Ostrowo (powiat pucki)
Ostrowo (dodatkowa nazwa w j. kaszub. Òstrowò, niem. Ostrau) – wieś w Polsce, w województwie pomorskim, w powiecie puckim, w gminie Władysławowo, nad Morzem Bałtyckim.
Wieś królewska położona była w II połowie XVI wieku w powiecie puckim województwa pomorskiego. W latach 1963–1972 część osiedla Jastrzębia Góra. W latach 1973–2014 część miasta Władysławowo.
Większość zabudowy Ostrowa to prywatne kwatery, pensjonaty i ośrodki wypoczynkowe, powstałe głównie na przełomie XX i XXI wieku.
Miejscowość jest siedzibą parafii rzymskokatolickiej, należącej do dekanatu Żarnowiec w archidiecezji gdańskiej.

## Położenie
Ostrowo leży na północno-zachodnim krańcu Pobrzeża Kaszubskiego, na Kępie Ostrowskiej w sąsiedztwie pradoliny Czarnej Wody. Zabudowania miejscowości są odległe o około 1 km od Morza Bałtyckiego. Wieś graniczy od wschodniej strony z Jastrzębią Górą, od południa ze Sławoszynem i Mieroszynem oraz od zachodu z Karwią.
W Ostrowie zaczyna się ścieżka dydaktyczna prowadząca do rezerwatów przyrody Bielawskiego Błota.

## Historia
Badania archeologiczne wykazały, że w epoce mezolitu istniało w Ostrowie obozowisko, a w epoce neolitu otwarta osada. Pierwsze rozpoznanie archeologiczne obszaru Kępy Ostrowskiej przeprowadzone zostało w okresie międzywojennym przez L. Sawickiego i J. Kostrzewskiego. Wynikiem było wydzielenie 25 stanowisk archeologicznych datowanych od mezolitu do neolitu. Dalsze prace badawcze na obszarze Kępy Ostrowskiej prowadzono w 1959 r., w latach 1974–1979 oraz okresie 1981-1983. W ich efekcie zarejestrowano liczne stanowiska archeologiczne. Po raz pierwszy wymieniane w 1381, a w 1400 posiadało prawo polskie. Jednego zbrojnego na wypadek wojny mieli dostarczać mieszkańcy osady za czasów panowania krzyżackiego. 7 września 1552 król Zygmunt August nadał nowy przywilej dla Ostrowa: prawo połowu ryb w Jeziorze Ostrowskim i w Bałtyku. W późniejszym czasie Ostrowo było wsią starościańską, a po rozbiorze Polski od 1772 w rękach rządu pruskiego. Miało wtedy powierzchnię 10,5 włóki. W pierwszej połowie XIX wieku przeszło na własność 3 czynszowników.
Z dniem 01.01.2015 samorząd Władysławowa utworzył jednostkę pomocniczą – sołectwo „Ostrowo”. Sołectwo Ostrowo ma największą spośród jednostek pomocniczych Władysławowa powierzchnię i wynosi ona 1025,3 ha.
Przy drodze wojewódzkiej 215 znajdują się dwa kąpieliska nadmorskie. W 2012 kąpielisko Ostrowo (wejście nr 35) spełniało wytyczne wymogi jakościowe dla wody w kąpielisku Unii Europejskiej.

## Religia
13 czerwca 2001 ustanowiono parafię rzymskokatolicką pw. Niepokalanego Poczęcia NMP. W dniu 15 czerwca 2004 rozpoczęto prace ziemne przy budowie kościoła parafialnego. Pierwszą mszę w niewykończonym jeszcze kościele odprawiono 14 czerwca 2009.

## Turystyka
Szlaki piesze
- Szlak Nadmorski: Krokowa – Karwia – Ostrowo – Jastrzębia Góra – Rozewie – Władysławowo – Chałupy – Kuźnica – Jastarnia – Jurata

Szlaki rowerowe
- Ostrowo – Karwia – Jastrzębia Góra – Ostrowo

Szlaki konne
- Wejherowo – Lubocino – Żarnowiec – Dębki – Karwia – Ostrowo – Jastrzębia Góra – Mechowo – Wejherowo

## Galeria
Zdjęcia z 2016 roku:

Ostrowo, plaża
Struga Czarna Woda, przed ujściem do Bałtyku
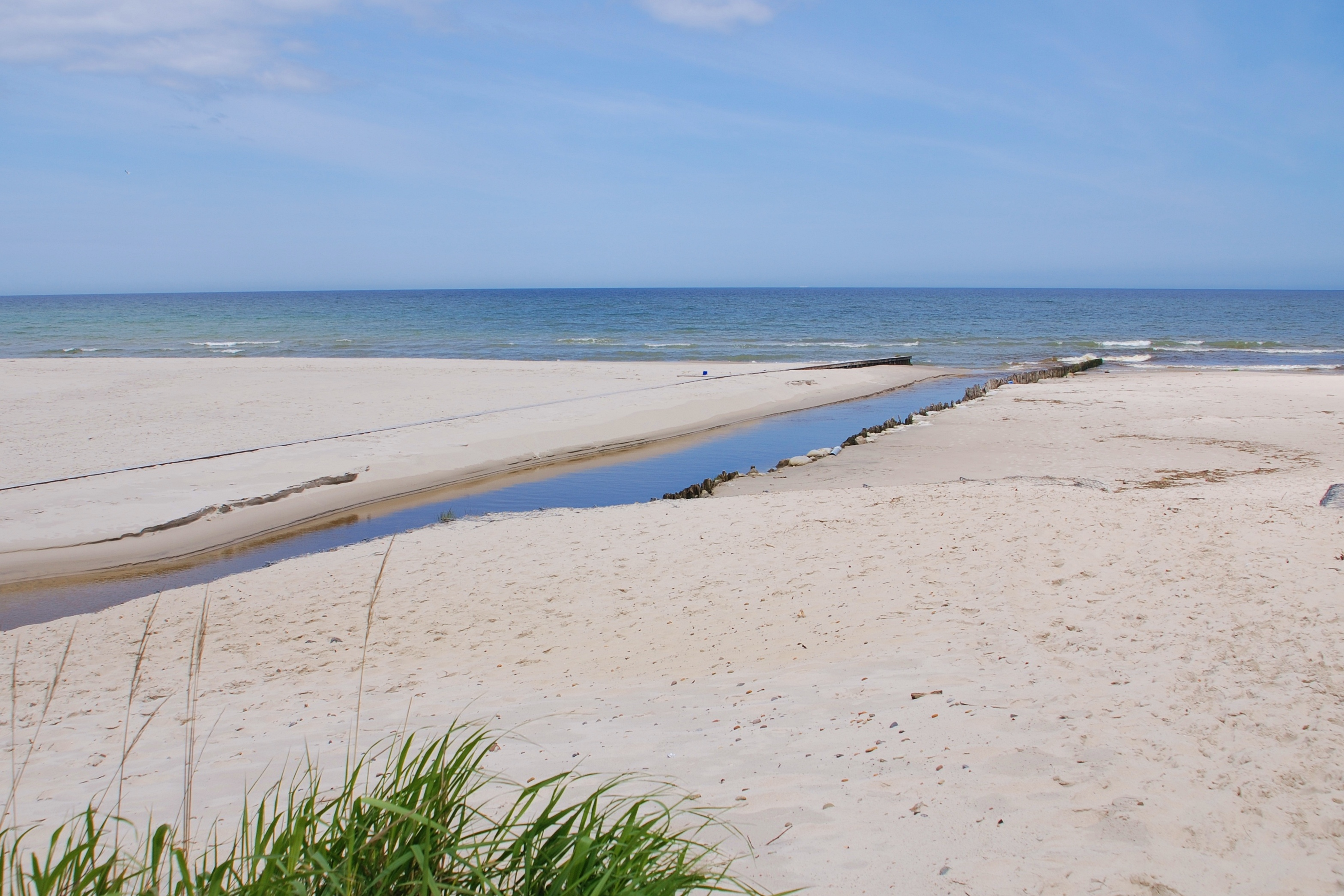
Czarna Woda, ujście do morza
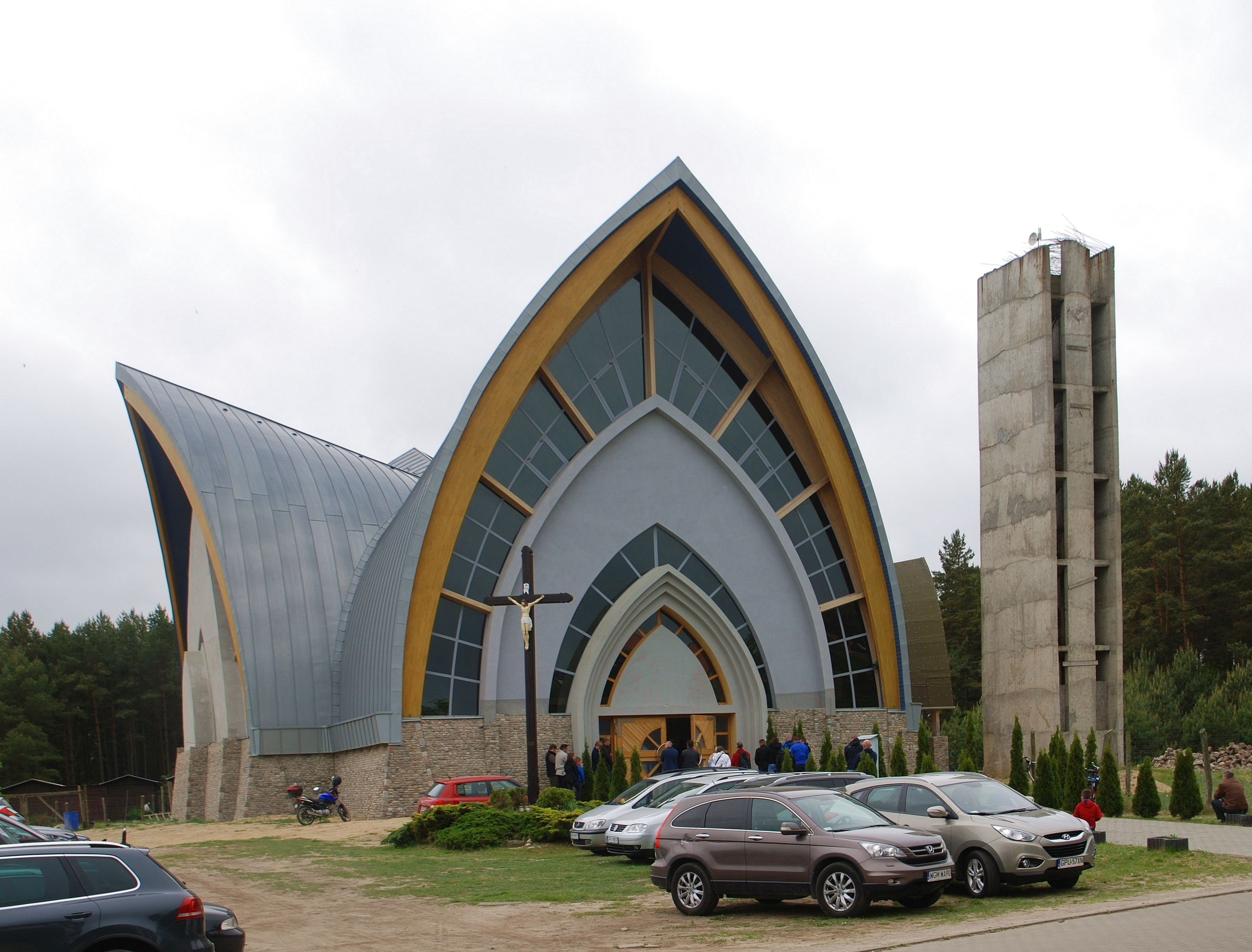
Kościół Niepokalanego Poczęcia NMP
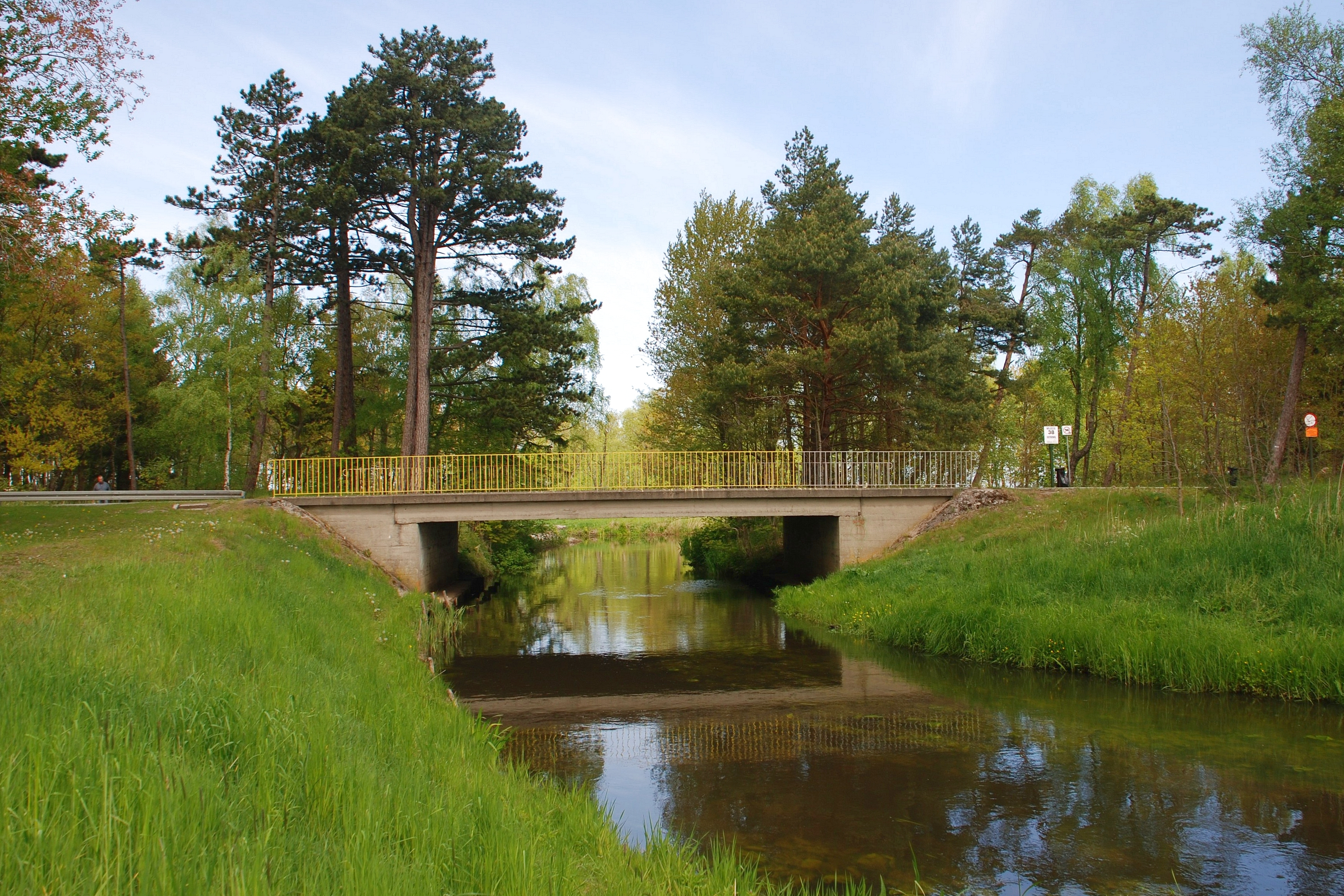
Struga Czarna Woda i droga 215
Czarna Woda na plaży